# Nintendo Switch 2
Nintendo Switch 2 — ігрова консоль, розроблена компанією Nintendo. Як і оригінальна Nintendo Switch, випущена у 2017 році, Switch 2 - це гібридна консоль, яку можна використовувати як портативний пристрій, або як док-станцію для підключення до зовнішнього дисплея, використовуючи знімні контролери Joy-Con для перемикання між режимами.
Switch 2 почали розробляти у 2019 році, зосередившись на зворотній сумісності з іграми для Switch. Вона має більший LCD дисплей, більше внутрішньої пам'яті, довший час автономної роботи та оновлені контролери Joy-Con. Підтримує роздільну здатність 1080p і частоту оновлення 120 Гц у портативному або настільному режимі та роздільну здатність 4K із 60 кадрів на секунду при підключенні до док-станції. Деякі ігри для першої Switch можуть використовувати покращену продуктивність Switch 2 за допомогою безкоштовних або платних оновлень.
Ігри будуть доступні на фізичних ігрових картках та в цифровому інтернет-магазині Nintendo. Switch 2 продовжує використовувати службу передплати Nintendo Switch Online, необхідну для деяких багатокористувацьких ігор, а також для доступу до бібліотеки Nintendo Classics, що містить емуляції ігор зі старих консолей, з новою підтримкою ігор для Nintendo GameCube. Нова функція GameChat дозволяє гравцям спілкуватися у віддаленому чаті, надавати спільний доступ до своїх екранів, а також включати відео з веб-камери.
Nintendo представила консоль Switch 2 16 січня 2025 року, а 2 квітня було оголошено її повні технічні характеристики та дату виходу. Реліз консолі відбувся 5 червня 2025 року.
Попередні замовлення в більшості регіонів почалися 5 квітня. Switch 2 зазнала критики через свою вартість — вона була на 50% вищою за оригінальну Switch, як і ціни на деякі ігри від самої Nintendo.
Консоль продалася тиражем понад 3,5 мільйона одиниць у всьому світі протягом чотирьох днів після виходу, що зробило її найшвидше продаваною консоллю Nintendo.

## Історія
У червні 2023 року під час сесії запитань і відповідей акціонерів президент Nintendo Шунтаро Фурукава заявив, що Nintendo прагне зробити перехід між Nintendo Switch та її наступницею плавним для споживачів і планує зберегти систему акаунта Nintendo. Наступного місяця сайт Video Games Chronicle повідомив, що Nintendo розіслала партнерам-розробникам набір для розробки програмного забезпечення для своєї наступної консолі та що Nintendo хоче уникнути дефіциту, якого зазнали інші консолі дев'ятого покоління, PlayStation 5 та Xbox Series X/S, під час запуску. Nintendo показала консоль на закритій презентації під час Gamescom у серпні; серед технодемонстрацій була версія гри для Switch The Legend of Zelda: Breath of the Wild" (2017), що працює з вищою частотою кадрів та роздільною здатністю, а також демоверсія на Unreal Engine 5 The Matrix Awakens (2021).
7 травня 2024 року Фурукава офіційно визнав розробку наступника Nintendo Switch, заявивши, що більше інформації буде розкрито пізніше цього фінансового року. Чутки про нову консоль не вщухали протягом 2024 року, а на виставці Consumer Electronics Show 2025 року на початку січня кілька сторонніх постачальників аксесуарів висвітлили аксесуари, заплановані для Switch 2, що змусило Nintendo випустити заяву, що жоден з макетів, використаних на виставці, не був офіційним.
16 січня 2025 року на офіційних каналах Nintendo відбулася презентація консолі Switch 2, яка представила її новий дизайн і магнітні контролери Joy-Con, а також дала змогу поглянути на майбутню гру Mario Kart World. На 2 квітня 2025 року заплановано Nintendo Direct, присвячений консолі.
Спочатку очікувалося, що консоль вийде наприкінці 2024 року, однак у лютому Bloomberg News повідомило, що Nintendo повідомила видавцям, що відкладає реліз на початок 2025 року. The Nikkei, підтверджуючи Bloomberg, повідомило, що затримка була для запобігання дефіциту та скальпінгу. Акції Nintendo впали майже на шість відсотків після повідомлення про затримку. У серпні 2024 року GamesIndustry.biz" і Eurogamer повідомили, що консоль вийде не раніше квітня 2025 року.

## Апаратне забезпечення
Switch 2 — це гібридна консоль, яку можна використовувати як портативну ручну консоль, або встановити в док-станцію, підключену до телевізора чи монітора, щоб грати на ній як на домашній консолі. Пристрій має такий самий формфактор, як і Switch, і складається з основного корпусу, який включає екран і основне обладнання, та двох пристроїв Joy Con, які можна прикріпити до боків основного корпусу в ручному режимі, або встановити бездротовий зв'язок з основним корпусом, коли він під'єднаний до док-станції. Загальний розмір дещо більший, а контролери Joy-Con також мають рельєфний край і більші кнопки порівняно з попереднім поколінням. Nintendo планувала включити магнітні Joy-Con в оригінальну консоль Switch, але відмовилася від цієї ідеї, оскільки консоль часто «падала вам на коліна».
У звіті VGC за липень 2023 року говорилося, що консоль спочатку буде постачатися з LCD дисплеєм, а не з OLED, щоб знизити витрати. Sharp Corporation заявила, що надавала Nintendo LCD-дисплеї для консолі з середини 2023 року, а фірма з аналізу технологій Omdia заявила, що це, швидше за все, були 8-дюймові екрани.
Очікувана система на кристалі консолі, Nvidia Tegra T239 (під кодовою назвою «Drake»), була злита у 2022 році під час атаки на Nvidia з вимогою викупу, здійсненої Lapsus$. Вона має центральний процесор з восьма ядрами ARM Cortex-A78C, 12 SM графічний процесор Ampere і 128-розрядний інтерфейс пам'яті типу LPDDR5. Внутрішні електронні листи Activision від FTC v. Microsoft вказували на те, що за потужністю консоль буде схожа на восьме покоління консолей на рівні PlayStation 4 і Xbox One, хоча, як повідомляється, вона підтримує технологію Nvidia deep learning super sampling (DLSS) і трасування променів, щоб забезпечити графіку, порівнянну з більш пізніми консолями.
18 вересня 2024 року на Reddit з'явилися передбачувані зображення системи, деталі яких збігалися з попередніми повідомленнями. У жовтні 2024 року розробник серії Pokémon компанія Game Freak стала мішенню значного витоку даних, який викрив різні матеріали розробки, пов'язані з франшизою. Серед них були посилання на ігри десятого покоління франшизи, а також на те, що вони націлені на випуск на наступнику Nintendo Switch під внутрішньою кодовою назвою «Ounce».
1 січня 2025 року з'явилися ймовірні зображення материнської плати системи. Користувач на Famiboards потім підрахував, виходячи з фізичних розмірів, що система на чіпі, ймовірно, була виготовлена з використанням 5 нм технологічного процесу. Однак Річард Лідбеттер з Digital Foundry дійшов висновку, що замість перенесення архітектури Ampere на менший техпроцес, швидше за все, використовується теперішній недорогий 8-нм техпроцес Samsung. Хоча такий процес створює труднощі з продуктивністю та часом автономної роботи, Leadbetter вважає, що вони можуть бути полегшені завдяки природі фіксованих апаратних платформ, які дозволяють реалізувати користувацькі оптимізації.

## Програмне забезпечення

### Дистрибуція

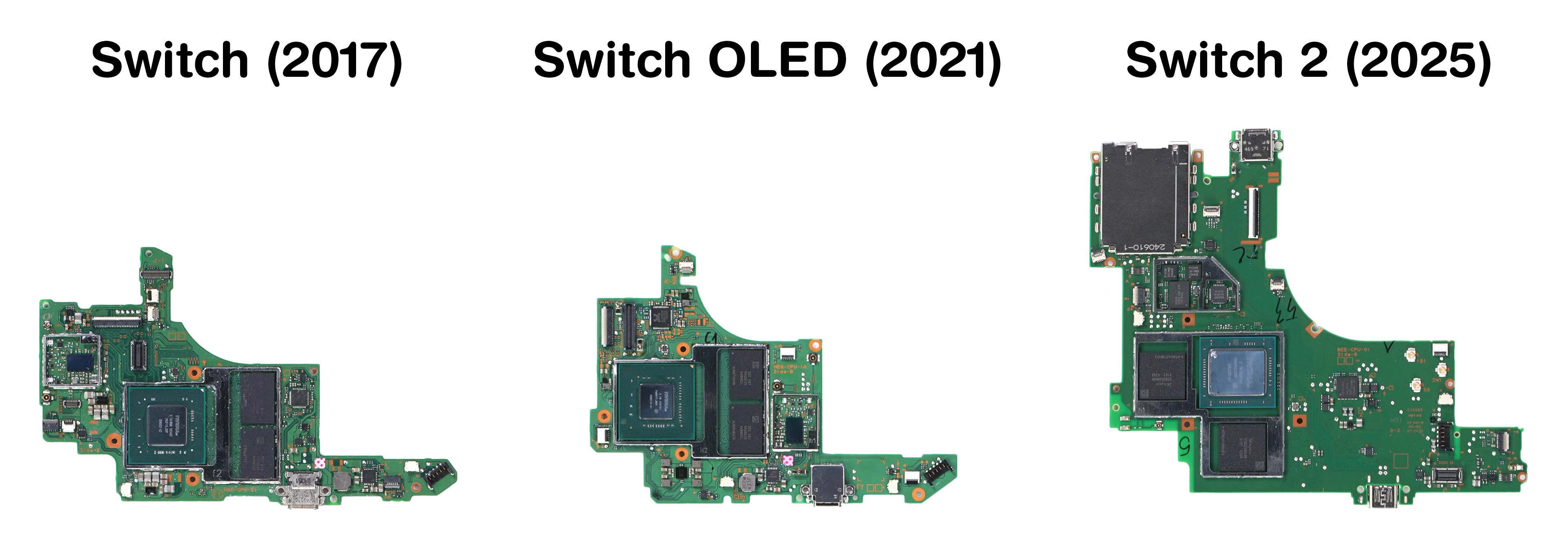
Порівняння трьох плат Switch, Switch OLED та Switch 2

Як і для попередника, ігри для Nintendo Switch 2 можна придбати у фізичному та цифровому форматах, причому фізично розповсюджувані ігри зберігаються на фірмових ігрових картках, які мають схожий форм-фактор з тими, що використовувалися на Switch першого покоління. Ігрові картки для ігор для Switch 2 будуть забарвлені в червоний колір, щоб відрізняти їх від тих, що випускалися для Switch першого покоління (темно-сірого кольору). Консоль сумісна з більшістю фізичних копій ігор для Switch першого покоління.
Починаючи з Switch 2, деякі ігри можуть постачатися з ігровими картками, які містять лише цифрову ліцензію і не містять даних гри («Game-Key Card»); коли їх вставити, файли гри будуть завантажені на консоль. На відміну від цифрових покупок, для запуску гри картку Game-Key все одно потрібно вставити в приставку. Картки Game-Key є розвитком подібної практики, яка використовувалася в деяких сторонніх іграх для Switch, які містили лише частину даних гри на своїх картках через обмеження розміру файлу, і так само вимагали завантаження решти даних.

### Онлайн-сервіси
Nintendo підтвердила, що сервіс Nintendo Switch Online буде збережено на Switch 2, хоча послуга «Game Voucher» не буде доступна для ексклюзивних ігор для Switch 2. В рамках існуючого сервісу класичних ігор Switch Online, добірка ігор з Nintendo GameCube буде розповсюджуватися ексклюзивно для Switch 2 під  назвою «Nintendo Classics». Колекція буде запущена разом з консоллю в червні 2025 року і спочатку включатиме The Legend of Zelda: The Wind Waker, Soulcalibur II (обидві 2002 року) та F-Zero GX (2003 року). Інші ігри, такі як Luigi's Mansion (2001), Super Mario Sunshine (2002), Chibi-Robo! та Fire Emblem: Path of Radiance (обидві 2005), будуть додані поступово пізніше. Додаткові функції, що застосовуються в каталозі Nintendo Classics, також будуть підтримуватися виключно на Switch 2, такі як перерозподіл кнопок, а також фільтр CRT і функція перемотування, які будуть додані до існуючих на сервісі ігор Nintendo 64. Nintendo також випустить нову версію контролера GameCube разом з доповненням платформи до Nintendo Classics, доступну виключно для існуючих передплатників Switch Online.
Буде доступна нова послуга VoIP, відома як «GameChat», яка дозволить користувачам вести голосові чати та обмінюватися з друзями зображеннями з екрану. GameChat також підтримуватиме відеодзвінки за допомогою додаткової веб-камери. Він доступний за допомогою кнопки «C» на правому Joy-Con'і. Однак чат працюватиме лише за наявності активної платної підписки на Nintendo Online.

### Бібліотека
У жовтні 2024 року розробник серії ігор про покемонів Game Freak став мішенню витоку даних невстановленою сторонньою групою зловмисників з вимогою викупу. Серед загальнодоступних матеріалів, проектні плани ігор про покемонів десятого покоління показали, що вони розроблялися для одночасного запуску як на Nintendo Switch 2, так і на оригінальній Nintendo Switch. Презентаційний трейлер консолі в січні 2025 року супроводжувався ранніми кадрами майбутньої гри Mario Kart, пізніше названої Mario Kart World, яка вийде 5 червня разом з Nintendo Switch 2. Інформація опублікована IGN, свідчить про те, що ігри Metroid Prime 4: Beyond, Pokémon Legends: Z-A, Pokémon Champions та Professor Layton and the New World of Steam будуть оновленими версіями для Nintendo Switch 2, незважаючи на те, що спочатку були анонсовані для Nintendo Switch. Гра-тур для консолі під назвою Nintendo Switch 2 Welcome Tour була показана у прямому ефірі 2 квітня, і вийде як цифровий ексклюзив одночасно із запуском консолі.

### Підтримка сторонніх розробників
Опитування, проведене на Конференції розробників ігор 2024 в січні 2024 року, опитало 3000 незалежних та AAA-розробників про створення ігор та про те, які платформи вони використовують, з яких 250 осіб визначили себе як таких, що вже виробляють ігри, заплановані для Nintendo Switch 2, тоді як ще 32% опитаних висловили зацікавленість у розробці для консолі. У травні 2024 року Nintendo оголосила про свої наміри придбати розробника Shiver Entertainment з Майамі у своєї попередньої материнської компанії Embracer Group, при цьому в заяві компанії було зазначено, що злиття дозволило їм отримати спеціалізовані внутрішні ресурси для розробки та портування програмного забезпечення, водночас дозволивши студії продовжити виконання своїх зобов'язань щодо Nintendo Switch та інших платформ. Пізніше Bloomberg News повідомило, що придбання мало на меті посилити зусилля Nintendo щодо забезпечення ігор від сторонніх розробників на Nintendo Switch 2, а Shiver допомагатиме зовнішнім розробникам в оптимізації таких ігор з конкуруючих платформ. У вересні 2024 року розробник Pathea Games анонсував My Time at Evershine, духовну спадкоємицю My Time at Portia (2019) та My Time at Sandrock (2023). У жовтні 2024 року Playtonic Games оголосила, що їхній майбутній ремастер гри Yooka-Replaylee буде випущений на «платформах Nintendo». У березні 2025 року розробник FuturLab анонсував PowerWash Simulator 2, спочатку підтвердивши запуск на Switch 2 поряд з іншими платформами новинним виданням, а потім частково відмовившись від своїх заяв.
Під час Nintendo Direct, присвяченого Switch 2, у квітні 2025 року, багато видавців пообіцяли підтримку консолі, включаючи Square Enix, Capcom, Electronic Arts, Take-Two Interactive, CD Projekt Red, Bandai Namco, Sega, Supergiant Games, Warner Bros. Games, Activision Blizzard та IO Interactive, серед інших. Було підтверджено початкову лінійку з 46 ігор від партнерів-видавців, 17 з яких планується випустити до запуску консолі в червні. Серед визначних сторонніх релізів, показаних під час стріму, були Final Fantasy VII Remake Intergrade, Hades II, Borderlands 4, Yakuza 0 Director's Cut, Elden Ring - Tarnished Edition, Cyberpunk 2077 Ultimate Edition, Hitman: World of Assassination, Split Fiction, Daemon x Machina: Titanic Scion та Street Fighter 6. Як EA, так і Take-Two Interactive також офіційно зобов'язалися перенести на платформу свої спортивні франшизи: EA Sports FC, Madden NFL, WWE 2K та NBA 2K. Також стало відомо, що Nintendo співпрацює зі студіями-партнерами над ексклюзивними іграми для системи, такими як Hyrule Warriors: Age of Imprisonment з Koei Tecmo, та The Duskbloods з FromSoftware.
Філ Спенсер з Microsoft Gaming заявив, що вони підтримуватимуть Switch 2 портами своїх ігор для Xbox, як частину своєї стратегії мультиплатформної дистрибуції. Повідомляється, що такі ігри включають порти Halo: The Master Chief Collection та Microsoft Flight Simulator 2024. Microsoft раніше підписала угоду з Nintendo про перенесення майбутніх частин франшизи Call of Duty на їхні платформи в рамках своєї пропозиції про придбання Activision Blizzard, яка набула юридичної сили в лютому 2023 року.
Видавець Ubisoft прокоментував, що вони «закохані» в консоль після її презентації, і, за чутками, принесуть Assassin's Creed Mirage і Assassin's Creed Shadows на систему під час її запуску. Вейконг Ву, продюсер Marvel Rivals, висловив зацікавленість у перенесенні гри на Switch 2, заявивши, що команда вже зв'язалася з Nintendo і володіє наборами розробників, однак заявив, що гра вийде на Switch 2 тільки в тому випадку, якщо її продуктивність буде задовільною.

### Зворотна сумісність
Switch 2 буде зворотно сумісною з більшістю наявних ігор для Switch. У дебютному трейлері консолі зазначено, що деякі ігри для Switch «можуть не підтримуватися або бути не повністю сумісними з Nintendo Switch 2». Чутки в лютому 2024 року вказували на те, що розробники зможуть оновлювати ігри, щоб скористатися перевагами нового обладнання, хоча це ще належить перевірити.
Очікується, що теперішні контролери Joy-Con та Nintendo Switch Pro будуть сумісні з Switch 2.

## Відгуки

### Продажі
10 червня 2025 року Nintendo повідомила, через чотири дні після релізу, що Switch 2 продалася тиражем понад 3,5 мільйона одиниць по всьому світу, ставши найшвидше продаваною консоллю компанії на той момент.
За даними Famitsu, у Японії було продано 947 931 одиницю за перші чотири дні, що значно перевищило стартові продажі оригінальної Switch (329 152 одиниці в регіоні).
12 червня 2025 року IGN повідомила, що стартові продажі Switch 2 у всіх регіонах були вдвічі вищими, ніж у Switch.